# Naashoibitosaurus
Naashoibitosaurus – rodzaj hadrozaura żyjącego w późnej kredzie, około 73 mln lat temu. Szczątki tego dinozaura znaleziono w osadach formacji Kirtland w hrabstwie San Juan w Nowym Meksyku w Stanach Zjednoczonych. Naashoibitosaurus był dużym, 9 metrowym dwunożnym roślinożercą. Gatunkiem typowym rodzaju jest Naashoibitosaurus ostromi, opisany w 1993 roku przez Adriana Hunta i Spencera Lucasa.